# High Definition Audio-Video Network Alliance
High Definition Audio-Video Network Alliance (afgekort HANA) is een groep bestaande uit een aantal mediabedrijven die als doelstelling hebben een duidelijke regelgeving op te stellen op het gebied van High Definition-televisie. De HANA, bestaande uit Charter Communications, JVC, Mitsubishi Digital Electronics America, Inc., NBC Universal, Samsung, Sun Microsystems, ARM, Freescale Semiconductor en Pulse~LINK werd opgericht in 2005. 

## Doelstelling
De doelstellingen:
- Het gelijktijdig bekijken, opnemen en pauzeren van 5 HD-kanalen zonder verlies van kwaliteit
- Het bekijken, opnemen en pauzeren van HD-televisie in het huis met één HD-kastje
- Het delen van persoonlijke bestanden vanaf de computer naar AV-apparaten terwijl de bestanden tegelijkertijd goed beveiligd zijn.
- De bediening van AV-apparaten met één afstandsbediening per kamer.
- Elk apparaat op elkaar aansluiten met één FireWire-kabel.

De apparaten die voldoen aan de HANAN-regelgeving zullen televisies, dvd-spelers, digitale videorecorders, settop kabelboxen en thuisbioscopen zijn. 